# Никонов, Геннадий Николаевич
Генна́дий Никола́евич Ни́конов (11 августа 1950, Ижевск, Удмуртская АССР, СССР — 14 мая 2003, Ижевск, Удмуртия, Россия) — советский и российский конструктор стрелкового оружия, доктор технических наук, ведущий инженер-конструктор ПО «Ижмаш». Заслуженный изобретатель Российской Федерации. Лауреат Государственной премии Российской Федерации.

## Биография
Родился 11 августа 1950 года в Ижевске. С детства увлекался техническими видами творчества: авиамоделизмом, судомоделизмом, ракетостроением.
В 1968 году окончил индустриальный техникум, в 1975 году — вечернее отделение Ижевского механического института.
С 1968 года работал в ПО «Ижмаш». Первой его серьёзной разработкой стала высокоточная пневматическая винтовка для спортивной матчевой стрельбы. Одним из самых запоминающихся проектов стал самозарядный охотничий карабин «Изюбр» под мощный боеприпас 7,62 × 51 мм НАТО, который был создан по особому заданию к юбилею Леонида Брежнева. С 1978 года начал работать над оригинальной конструкцией автомата под малоимпульсный патрон типоразмера 5,45 × 39 мм.
С 2000 года — начальник бюро Конструкторско-оружейного центра ОАО «Концерн „Ижмаш“».
Умер 14 мая 2003 года, похоронен на Хохряковском кладбище г. Ижевска.

## Разработки
Создал ряд образцов спортивно-охотничьего оружия. Соавтор 49 изобретений.
Наибольшую известность конструктору принес автомат АН-94 «Абакан», который по ряду показателей превосходит автомат Калашникова, в том числе и малоимпульсный АК-74. Впервые в мире Никоновым решена проблема разброса пуль при стрельбе короткими очередями. Калашников пытался уменьшить разброс установкой различных дульных тормозов-компенсаторов (АКМ, АК-74, АКС-74У). Никонов в своем образце пошел по пути накопления импульса, то есть при стрельбе импульс отдачи начинает действовать на оружие только после второго выстрела.

## Звания и награды
- 1998 — Лауреат Государственной премии Российской Федерации
- 2000 — звание «Заслуженный изобретатель Удмуртской Республики»
- 2001 — Орден «Надежда Нации»
- звание «Заслуженный изобретатель Российской Федерации»[2]

В 2000 году Геннадий Николаевич защитил диссертацию на тему «Конструкция АН-94». За высокий научный уровень разработки темы диссертации единогласным решением членов ученого совета ему была присвоена ученая степень доктора технических наук.

## Память
- В память о Г. Н. Никонове установлена мемориальная доска на здании конструкторско-оружейного центра ОАО «Ижмаш» (2003).
- Также воздвигнут памятник на месте его захоронения (2007).
- День рождения Г. Н. Никонова включен в число памятных дат Удмуртской Республики (2020)[4].
- В г. Ижевске имеется "улица имени конструктора-оружейника Никонова".(ПОСТАНОВЛЕНИЕ администрации Ижевска от 4 августа 2022 года №1597).